# Caligula
Gaius Caesar Augustus Germanicus (31. srpna 12 – 24. ledna 41), všeobecně známý spíše pod přízviskem Caligula, byl římský císař vládnoucí od 16. března 37 až do okamžiku svého zavraždění o čtyři roky později. Panoval jako v pořadí třetí císař římské říše a byl členem julsko-klaudijské dynastie, založené Augustem. V populární kultuře je známý svojí sexuální zvráceností, incestem a násilnými činy, které však jsou historicky sporné.

## Charakteristika
Caligula byl syn Germanika, synovce a adoptivního syna císaře Tiberia, velice úspěšného vojevůdce, jenž náležel ve své době k nejpopulárnějším veřejným osobnostem Říma. Během otcových tažení v Germánii obdržel malý Gaius svoji přezdívku Caligula, znamenající „botička“. Po Germanikově smrti v Antiochii v roce 19 se Caligulova matka Agrippina starší vrátila se svými šesti dětmi do Říma, kde se zapletla do neustále se zhoršující rozepře s Tiberiem. Tento spor nakonec vyústil v pohromu celé její rodiny, v důsledku čehož se Caligula stal jejím jediným žijícím mužským příslušníkem. Nedotčen smrtícími intrikami Seiana a zdánlivě nevzrušen pohnutým osudem svých blízkých příbuzných, přijal v roce 31 Tiberiovo pozvání na ostrov Capri, kam se císař ukryl před okolním světem o pět let dříve. Po smrti svého prastrýce a adoptivního děda 16. března roku 37 se chopil moci.
Dochovalo se jen málo pramenů vztahujících se k jeho vládě, jež ho popisují nejprve jako umírněného a váženého panovníka, ačkoli v pokročilejší fázi líčí jeho krutost, výstřednost a sexuální zvrácenost, znázorňujíce ho jako tyrana posedlého šílenstvím. Třebaže spolehlivost těchto zdrojů je obtížné hodnotit, je známo, že v průběhu své krátké vlády Caligula usiloval o zvýšení kompetencí principa, jelikož patrně uvažoval o nastolení autoritativnějšího způsobu řízení státu podle orientálního vzoru. Mnoho pozornosti vynaložil na ambiciózní stavební projekty, především na vybudování přepychových sídel určených pro vlastní potřebu. Vedle toho dal zřídit rovněž dva nové akvadukty zásobující vodou město Řím. Slibné počáteční období vyznačující se blahobytem bylo přerušeno četnými administrativními přehmaty vedoucími k hospodářské krizi a hladu. Caligula provedl různé veřejné reformy, jež však brzy vyprázdnily státní pokladnu. Mezinárodně politicky významnou událostí se stala anexe Mauretánie, jejíhož krále nechal zavraždit při jeho návštěvě Říma.
24. ledna roku 41 podlehl komplotu zorganizovanému důstojníky pretoriánské gardy, některými senátory a členy císařského dvora. Pokus římského senátu využít jeho smrti k obnovení římské republiky byl zmařen, když vojáci pretoriánské gardy prohlásili Caligulova strýce Claudia císařem.

## Život

### Původ a mládí

#### Život do otcovy smrti

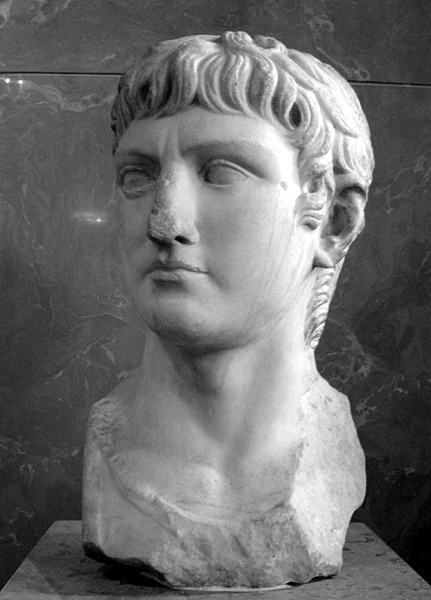
Germanicus

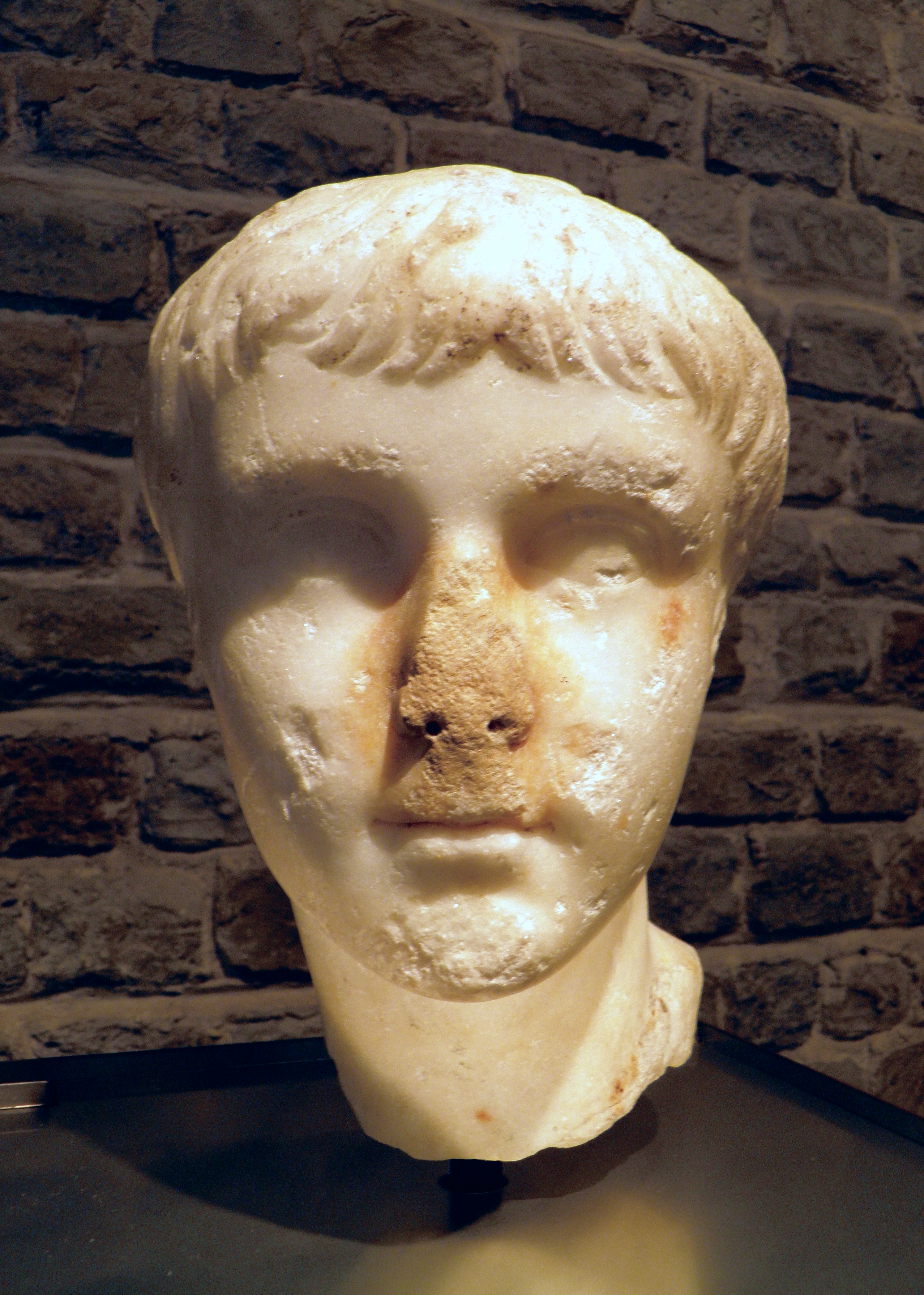
Malý Caligula, Římskogermánské muzeum, Kolín n. R.

Gaius se narodil 31. srpna roku 12 nedaleko města Antium (dnešní Anzio) jako třetí ze šesti přeživších potomků Germanika a Agrippiny starší. Kromě dvou starších bratrů, Nerona a Drusa, měl tři sestry, Agrippinu mladší, Drusillu a Julii Livillu. Jeho otec Germanicus, patřící k prominentním příslušníkům julsko-klaudijského rodu, proslul jako znamenitý vojevůdce a těšil se široké oblibě u římského lidu. Germanikovi rodiče se jmenovali Nero Claudius Drusus a Antonie mladší. Agrippina starší, Gaiova matka, byla dcerou Marka Vipsania Agrippy a Julie starší. Prostřednictvím své matky byl Gaius pravnukem Augusta, zatímco ze strany svého otce byl pravnukem Livie Drusilly, Augustovy manželky. Jeho strýcem byl pozdější císař Claudius.
Ve věku pouhých dvou nebo tří let doprovázel Gaius svého otce při vojenské výpravě v severní Germánii. Vojáci si malého chlapce rychle oblíbili, neboť býval oblékán do miniaturní uniformy legionáře, včetně bot a výzbroje. Záhy mu proto byla dána přezdívka Caligula (zdrobnělina slova caliga), což latinsky znamená „(vojenská) botička“. V Gaiovi údajně postupně narůstala nechuť k tomuto přízvisku. Když bylo Caligulovi sedm let, odcestoval společně s Germanikem do Sýrie. Jeho otec zde však v říjnu roku 19 náhle zemřel. Podle tvrzení Suetonia byl Germanicus otráven Gnaeem Calpurniem Pisonem, Tiberiovým legátem, jenž Germanika vnímal jako svého konkurenta.

#### Život po otcově smrti
Po otcově skonu se vrátil do Říma se svojí matkou, jejíž vztah vůči Tiberiovi se postupem let vytrvale zhoršoval. K tomu přispělo i Tiberiovo zamítavé stanovisko v záležitosti Agrippinina nového sňatku, jelikož císař se obával, že její budoucí manžel by se mohl stát jeho politickým soupeřem. Tiberiův dvůr byl v této době pod vlivem intrik mocného pretoriánského prefekta Lucia Aelia Seiana, usilujícího prosadit vlastní nástupnictví systematickým vyřazováním Tiberiových přirozených dědiců. Seianus osočil Agrippinu z velezrádného spiknutí, načež byla v roce 29 se svým nejstarším synem Neronem vykázána do vyhnanství, v němž oba po několika letech nalezli smrt. Mladistvý Caligula byl už dva roky před tím poslán ke své prabábě a Tiberiově matce Livii. Po její smrti pobýval u své babičky Antonie mladší. Caligulův druhý bratr Drusus byl roku 30 obviněn podobně jako dřív Agrippina a Nero a následně byl vsazen do podzemní kobky pod císařským palácem.
Suetonius píše, že po zapuzení matky a bratrů byli Caligula a jeho tři sestry drženi jako Tiberiovi vězni pod přísným dohledem vojáků. Mladý Caligula vyrůstal v naprostém odloučení, obklopen pouze svými sestrami, přičemž se obzvláště sblížil s Drusillou. K překvapení mnohých Tiberius nepřichystal Caligulovi stejný osud jako jeho matce a sourozencům. Jeho obezřetnost a lstivost mu pomohla přečkat do roku 31, kdy byl Seianus popraven, nicméně i v dalších letech musel čelit stálé obavě o svůj život. V témže roce se odebral za Tiberiem na ostrov Capri, kde poté strávil šest let. Podle antických pramenů měl Caligula dokonalé herecké nadání, tudíž vědom si nebezpečí skryl veškerou svoji zášť k Tiberiovi za masku přetvářky. Kdosi tehdy prohlásil, že „nebylo nikdy lepšího otroka ani horšího pána“. V roce 33, zatímco Caligulova matka umírala na ostrově Pandaterii a jeho bratr Drusus byl vyhladověn k smrti, ho Tiberius učinil quaestorem, kterýžto čestný úřad zastával až do okamžiku svého nástupu na trůn. Caligula byl krátce ženatý s Junií Claudillou, jež ale zemřela při porodu v roce 36 nebo 37. Jeho důležitým spojencem se stal nový pretoriánský prefekt Naevius Sutorius Macro, s nímž se spřátelil. Macro se před Tiberiem vyslovoval o Caligulovi velmi kladně, čímž chtěl potlačit jakékoli náznaky nepřátelství nebo podezření u letitého císaře. V roce 35 byl Caligula spolu s Tiberiem Gemellem určen za Tiberiova dědice.

### Císař

#### Počátek vlády

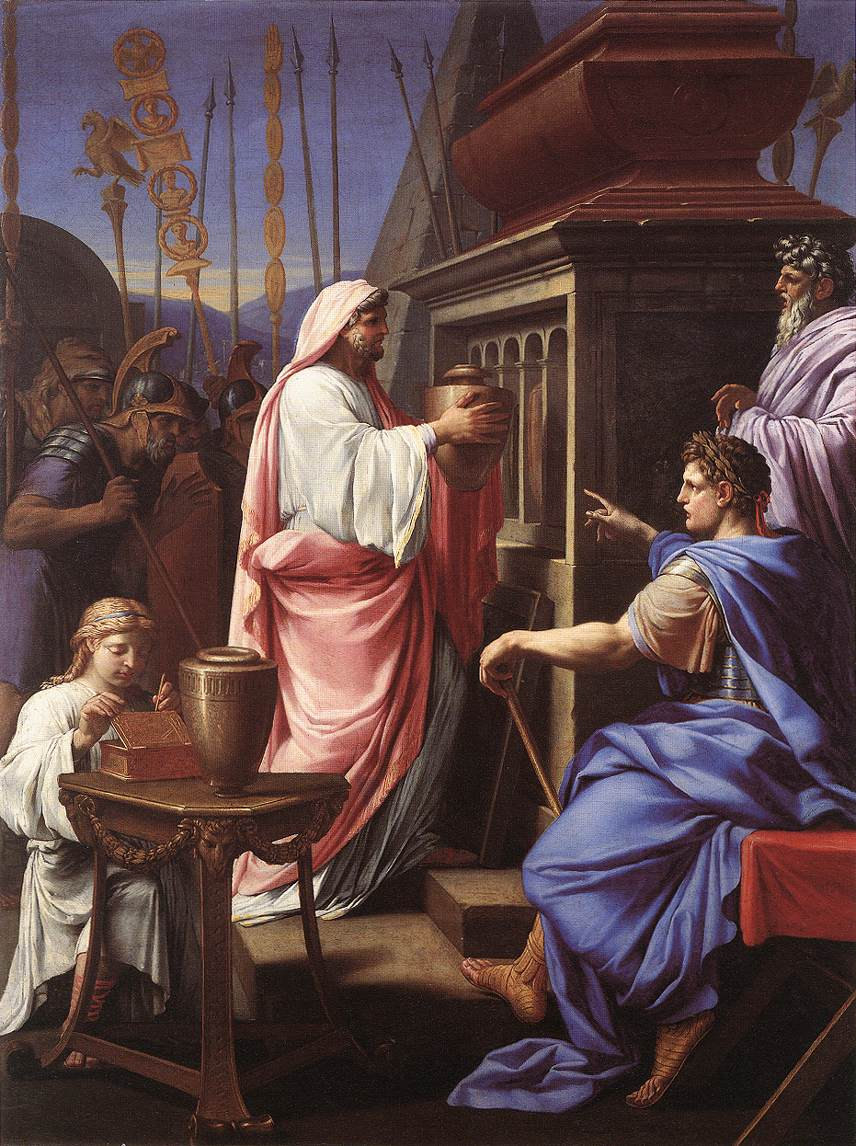
Obraz Caliguly ukládajícího urny s ostatky své matky a bratra, namalovaný Eustachem Le Sueur

Tiberiovým úmrtím 16. března 37 měly tituly a kompetence principa přejít na Caligulu a Tiberiova vnuka Gemella. Z podnětu Macrona však senát prohlásil ustanovení o Gemellově dědění za neplatné z důvodu Tiberiovy nepříčetnosti, ovšem ve všem ostatním byla respektována vůle zesnulého. Ačkoli téměř osmdesátiletému Tiberiovi znatelně ubývaly síly, někteří antičtí dějepisci přesto předpokládali, že byl zavražděn. Podle Tacita byl na rozkaz Macrona zadušen přikrývkami na smrtelné posteli v zájmu urychlení nástupnictví Caliguly, předčasně přijímajícího blahopřání. Suetonius nevylučuje možnost, že ho Caligula osobně zabil, třebaže tato domněnka není potvrzena žádným jiným pramenem. Filón z Alexandrie, žijící za Tiberiova panování, i Flavius Josephus se zmiňují o Tiberiově přirozené smrti. 28. března vstoupil Caligula do Říma za jásotu davu nazývajícího ho kromě jiných jmen „hvězdou“. Nato převzal v senátu takřka všechny úřední funkce a privilegia, které si pro sebe vyhradili Augustus a Tiberius. Opomenutý Gemellus byl Caligulou adoptován, takže získal naději na účast na moci a následnictví.
Caligula požíval jako syn populárního Germanika mimořádné přízně u římského lidu. Po neklidném závěru Tiberiovy vlády, vyznačujícím se Seianovým pokusem o převrat a procesy se senátory, byl Caligulův nástup vnímán se značným očekáváním. Suetonius píše, že během tří měsíců bylo obětováno více než 160 000 zvířat na oslavu počátku jeho principátu. Filón popisuje Caligulových prvních sedm měsíců jako jedno z nejšťastnějších období, jakému se kdy říše mohla těšit. Caligulovy první činy se vyznačovaly štědrostí vůči lidu i vojsku, přestože, jak upozorňuje Cassius Dio, mnoho z nich bylo provedeno z prosté politické vypočítavosti.
Příslušníkům pretoriánské gardy, městských kohort a vojákům mimo Itálii poskytl odměny, jimiž si zabezpečil náklonnost armády, a především své tělesné stráže. Písemnosti zaznamenávající jména osob obviněných z velezrady zničil, kromě toho prohlásil Tiberiovy soudní procesy pro velezradu (maiestas) za ukončené a povolal k návratu všechny vyhnance. Dále prominul daně lidem nemajícím na jejich zaplacení, vypověděl skupinu sexuálně zvrhlých jedinců vydržovaných Tiberiem a uspořádal nákladné veřejné hry, zahrnující závody vozů a neobvykle kruté a krvavé gladiátorské souboje. Caligula rovněž vyzvedl ostatky své matky a bratra, jež pak uložil do Augustova mauzolea. V téže době byl symbolicky zasvěcen chrám božského Augusta kvůli vyjádření Caligulova příbuzenství a kontinuity s prvním císařem.

#### Nemoc a změna chování
Šest měsíců po slibném zahájení své vlády se Caligula nervově zhroutil a následně prodělal vážné onemocnění, patrně encefalitidu, jak lze usuzovat z líčení antických historiků. Filón, jenž popisuje císařovu nemoc, spatřoval příčinu choroby v Caligulově rostoucí zálibě v horkých a studených lázních, nespoutaném holdování alkoholu a hledání potěšení v rozkoši s chlapci a ženami. Obyvatelstvo celé říše bylo naprosto ochromeno zármutkem a sympatiemi k churavému Caligulovi. Ten se sice posléze úplně vyléčil, nicméně Filón zdůrazňuje, že blízkost smrti přivodila určitý zlom v jeho chování. Obdobně i Josephus si povšiml v jeho počínání zřetelné změny k horšímu.
Caligula zanedlouho nařídil zabití několika svých věrných, kteří zaslíbili své životy bohům v případě císařova uzdravení. Z důvodu údajného spiknutí dal zadržet svého bratrance a adoptivního syna Tiberia Gemella a otce své první manželky Marka Junia Silana, kteří pak byli přinuceni k sebevraždě. Julius Graecinus odmítl Caligulův příkaz, aby vedl obžalobu proti Silanovi, pročež byl popraven. Není známo, zda Gemellus a Silanus postupovali společně, nebo odděleně, každopádně Suetonius považoval tento komplot za pouhou císařovu fantazii. Někdy počátkem roku 38 zemřel Macro, jemuž Caligula vděčil za svoji moc. Nejprve byl jmenován prefektem Egypta, čímž mu císař odňal kontrolu nad pretoriánskou gardou. Když byl poté oficiálně obžalován z cizoložství a kuplířství, Macro a jeho manželka skončili svůj život sebevraždou.
Caligula se jako první princeps výrazněji spoléhal na propuštěnce, a přispěl tak k dlouhotrvajícímu vzestupu jejich vlivu. Mimořádného postavení se domohli Callistus, Helikon a Protogenes, nabádající císaře k páchání výstředností a popuzující ho proti senátorům.
Tvrdou ránu pro něj představovala smrt jeho oblíbené sestry Drusilly v červnu 38, s jejíž ztrátou se nikdy zcela nevyrovnal. Památku zesnulé nechal uctít jejím posmrtným povýšením mezi bohy, což byla pocta dosud vyhrazená jenom mužům. Caligula se již dříve podruhé oženil, když si vzal Livii Orestillu v den její svatby s Gaiem Calpurniem Pisonem, avšak už po dvou měsících se s ní rozvedl. O dva roky později poslal Livii do vyhnanství pro podezření, že se stýkala s Pisonem. Brzy po Drusillině smrti si vzal za manželku vznešenou Lollii Paulinu, s níž se zakrátko rozešel kvůli Milonii Caesonii, ženě pochybné pověsti. Ta mu porodila dceru pojmenovanou Julia Drusilla.

#### Reformy, finanční krize

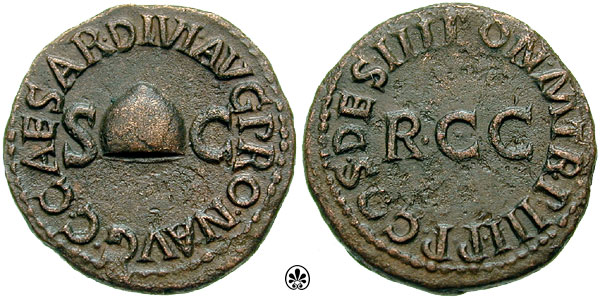
Mince oslavující zrušení daně Caligulou v roce 38, na přední straně je vyobrazena čapka svobody

V roce 38 zacílil Caligula svoji pozornost na politické a veřejné reformy říše. V rámci nich zveřejnil účty státní kasy, jež nebyly zpřístupňovány po celé období Tiberiovy vlády. Vypomohl osobám pozbývajícím svého majetku v důsledku požárů, zmírnil daňové zatížení a lidu rozdával velké množství vstupenek na různé závody. Také revidoval seznam členů senátorského a jezdeckého stavu, do nichž připustil nové osobnosti. Pravděpodobně nejvýznamnějším činem bylo obnovení konání voleb magistrátů v lidových shromážděních. Cassius Dio k tomu podotýká, že tím rozveselil lid, ovšem zarmoutil moudré, jelikož vrácení rozhodování o úřadech do rukou mnohých muselo podle něho způsobit četné pohromy. Jednalo se ale o spíš symbolické gesto, výběr kandidátů totiž podléhal Caligulově vůli. Lid proto o volby nejevil valný zájem a určování magistrátů bylo vráceno zpět senátu.
Jeho snaha získat si sympatie prostřednictvím rozdílení podpor, projevováním štědrosti a marnotratností v průběhu pár měsíců vyčerpala státní finance. Dle tvrzení Cassia Diona propukla finanční krize v roce 39, ačkoli Suetonius klade její počátek do roku 38. Za velice krátkou dobu tak byla promrhána enormní suma peněz, snad kolem 2700 milionů sesterciů, zanechaná Tiberiem. Antičtí historikové v této souvislosti udávají, že Caligula začal falešně obviňovat, pokutovat, a dokonce zabíjet leckteré jedince, jejichž jmění se rozhodl uchvátit, aby si zajistil nové příjmy. Dále jsou uváděny příklady různých zoufalých opatření, jimiž Caligula usiloval shromáždit chybějící finanční prostředky. Žádal tudíž veřejnost o půjčky státu, podrobil daním soudní řízení, svatby i prostituci. Jakmile byla tato nařízení veřejně oznámena, došlo k velkému pozdvižení lidí, kteří se seběhli do cirku a spustili tam pokřik. Caligula, nedbající už o popularitu, přikázal svým vojákům, aby nespokojence pobili. Císař nechal také dražit životy gladiátorů bojujících v aréně. Závěti, jimiž byl odkazován majetek Tiberiovi, byly vykládány ve prospěch jeho nástupce. Centurioni museli odevzdat státu kořist nabytou při vojenských výpravách, zatímco úředníci pověření správou silnic byli obviňováni z nekompetentnosti a zpronevěry, za což byli nuceni k placení náhrady škody.
Patrně následkem finanční krize zasáhl říši krátce trvající hlad nezjistitelného rozsahu. Dějepisci se ovšem rozcházejí v otázce okolností jeho vzniku. Suetonius ho přičítá Caligulovu rozhodnutí zabavit veřejné dopravní prostředky. Naproti tomu Seneca viděl jeho příčinu v rozrušení dovozu obilí, zaviněném Caligulovou stavbou gigantického lodního mostu.

#### Stavební činnost a vztah k umění

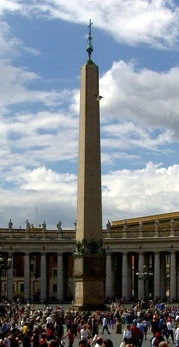
Vatikánský obelisk dopravený do Říma za Caliguly

Navzdory finančním těžkostem realizoval řadu staveb, z nichž některé byly určeny veřejnosti, jiné, především všelijaké honosné rezidence a zahrady, nařídil vybudovat pro sebe. Josephus pokládal za Caligulův největší počin zdokonalení a rozšíření přístavů ve městě Rhégion (Reggio di Calabria) a na Sicílii. Účelem těchto prací bylo zřejmě zvýšení objemu obilí přiváženého po moři z Egypta. To by nasvědčovalo tomu, že tato opatření byla podniknuta v reakci na předchozí zásobovací problémy vedoucí k hladu. Vedle toho Caligula dokončil rekonstrukci Pompeiova divadla, poničeného ohněm, zahájil výstavbu amfiteátru poblíž Saepta Julia a zvětšil císařský palác. Rovněž byly započaty akvadukty Aqua Claudia a Anio Novus, jejichž technickému provedení se obdivoval Plinius starší. Císař dal v místech dnešní Svatopetrské baziliky zbudovat rozlehlou dráhu pro závody vozů, proslavil ji však až o 20 let později císař Nero – proto bývá označována jako Neronův cirkus, případně je nazývána jmény obou vládců jako Circus Gai et Neronis. Střed arény (spina) vyznačoval mohutný žulový obelisk, dovezený na příkaz Caliguly z egyptského města Héliopolis (též Iunu). Jedná se o tzv. Vatikánský obelisk, který dnes stojí ve středu Svatopetrského náměstí, kam byl přemístěn v roce 1586 na příkaz papeže Sixta V.
V Syrakusách byly renovovány městské hradby a chrámy bohů, stejně jako lázně v Bononii (Bologna). V Gesoriaku (Boulogne-sur-Mer) v severní Galii byl postaven maják. Caligula dbal i o dobrou kvalitu komunikací a nařídil vytvoření nových silnic. Taktéž plánoval přestavbu paláce tyrana Polykrata na ostrově Samu, dokončení Apollónova chrámu v Didymě a založení města položeného vysoko v Alpách. Jeho nejambicióznějším záměrem bylo zamýšlené prokopání kanálu napříč Korintskou šíjí v Řecku.
V roce 39 uskutečnil velkolepé technické dílo, když dal zřídit přibližně tři kilometry dlouhý most z lodí dočasně spojující pobřeží v Baiích se sousedním přístavem v Puteolech. Podle Suetonia se leckteří domnívali, že Caligula navrhl tento most, aby se vyrovnal perskému králi Xerxovi, jenž překročil Helléspont po podobném mostě. Třebaže Caligula neuměl plavat, oblečený v pancíř Alexandra Velikého přes něj opakovaně přejel na svém oblíbeném koni Incitatovi. Mimoto si nechal zhotovit dvě obrovské lodě, které byly nalezeny na dně jezera Lago di Nemi. Tato plavidla náležela mezi největší lodě, jaké kdy byly v antickém světě postaveny. Menší z nich byla určena jako chrám zasvěcený bohyni Dianě. Větší měla sloužit jako plovoucí palác, opatřený mramorovou podlahou a nezbytným komfortním vybavením.
Do historie se zapsal také jako milovník a zároveň zloděj uměleckých cenností, preferující hojné poklady uložené v řeckých chrámech. Dokonce hodlal do Říma přesunout Feidiovu sochu Dia v Olympii, jeden z divů světa. Od římské expanze do Středomoří nebyly krádeže uměleckých předmětů místodržiteli provincií či správními úředníky ničím výjimečným, o čemž vypovídají četné doklady v podobě žalob proti pachatelům těchto činů. Na východě říše se nezdržoval, iniciativa proto vycházela spíše ze strany jednotlivých odpovědných správců než od císaře. Ten těmto nepravostem přinejmenším nijak nebránil, neboť díky nim mohl své paláce bohatě vyzdobit helénistickým uměním. Filón jako očitý svědek referuje o tom, že si císař nechal zařídit svá soukromá obydlí luxusními uměleckými předměty z celého světa.

#### Spor se senátem

##### Zhoršování vztahu se senátem
Jeho vztahy s římským senátem se v roce 39 zásadně zhoršily. Ačkoli není přesně známo, v čem spočívala podstata rozporů, existoval souhrn faktorů vedoucích k napětí mezi císařem a senátory. Od okamžiku Tiberiova odchodu na Capri roku 26 si senátoři navykli řídit státní záležitosti bez účasti císaře, nicméně nástup Caliguly tuto jejich praxi narušil. Navíc Tiberiovy obžaloby z velezrady výrazně oslabily řady stoupenců julsko-klaudijské dynastie, jímž byl třeba Gaius Asinius Gallus. Caligula prostudoval Tiberiovy záznamy týkající se procesů, o nichž tvrdil, že je spálil, a na základě těchto dokumentů shledal mnohé ze senátorů podezřelými. V průběhu roku 39 vystoupil v senátu se zlověstným projevem, v němž vinil jeho členy z aktivního podílu na Tiberiových popravách a zkáze svých příbuzných. Zanedlouho nato, zhruba v polovině své vlády, obnovil konání řízení pro velezradu, od nichž bylo přechodně upuštěno. Caligulův hněv směřoval nejspíše jen proti malému seskupení senátorů, avšak v ohrožení se ocitli všichni jeho členové, protože ti z nich, kteří upadli u císaře v nemilost, okamžitě ztratili podporu svých kolegů.

##### Popravy a represe senátorů

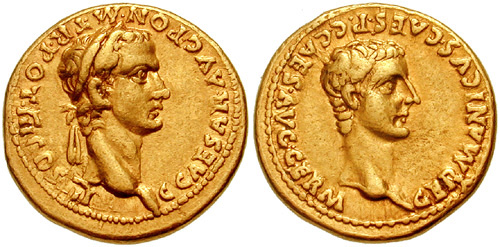
Caligulův aureus, na zadní straně Germanicus

Záhy došlo k početným případům nemilosrdných poprav nebo uvalení jiných přísných trestů, jako bylo vyhnanství a ztráta majetku. Doložena jsou i konkrétní jména obětí, z nichž většina příslušela k horním vrstvám společnosti, zčásti se jednalo i o vojáky nebo herce. Neváhal se uchylovat k mučení senátorů, přestože podle zákona byli před takovýmto zacházením chráněni. Suetonius připomíná císařův příkaz zavraždit vyhnance, neboť předpokládal, že doufali v jeho smrt v zájmu svého brzkého návratu do Říma. Aby popřel politickou důležitost senátu, užíval okázale pokořujících gest, jež napodobovala dvorní ceremonii orientálních despocií. Senátorům tak chtěl pravděpodobně demonstrovat svoji absolutní moc. Oba konzuly, nejvyšší úředníky státu, sesadil pro triviální provinění, načež si jeden z nich vzal život. Leckteré senátory ponižoval, když na něho museli čekat v potupné pozici, nebo je nutil běhat v tógách vedle jeho jedoucího vozu. Jiné nechal tajně popravit, přesto pro ně nechával posílat, jako by byli stále naživu.

##### Spiknutí proti Caligulovi
Jeho arogance a ukrutnost v jednání se senátem vedly k narůstajícímu počtu pokusů o spiknutí usilujících o jeho svržení. Koncem roku 39 císař odhalil úklady proti své osobě, do nichž byl zapojen i jeho švagr Marcus Aemilius Lepidus a sestry Agrippina mladší a Julie Livilla. Na spiknutí se podílel i Gnaeus Cornelius Lentulus Gaetulicus, legát v Horní Germánii. Lepidus a Gaetulicus byli vzápětí popraveni, zatímco Agrippina a Livilla byly vypovězeny na Pontinské ostrovy. Filón tvrdí, že Caligula se obával vzpoury místodržitelů v provinciích disponujících velkým množstvím vojska. Správce Panonie Calvisius Sabinus, zkoušející uplatit své muže, byl přinucen k návratu do Říma, kde krátce po svém obžalování spáchal společně se svojí manželkou sebevraždu. Odvolán byl i Lucius Vitellius, místodržitel Sýrie, jemuž se podařilo zachránit si život pokleknutím před císařem a uctěním ho jako boha. Caligulův strach představoval zřejmě také motiv pro přesunutí legie z Afriky, jediné umístěné v senátorské provincii.

##### Orientální styl vlády
K východnímu pojetí vlády se ještě více přiblížil svým výstředním životním stylem a uctíváním vlastního kultu již za svého života. Obdobně jako u Marka Antonia pojednávají prameny o císařově záměru přesunout hlavní město říše z Říma do Alexandrie, což by pro senát znamenalo definitivní ztrátu veškerého vlivu. Tento úmysl mohl souviset s poznáním, že říši takových rozměrů nelze účinně spravovat pomocí administrativních struktur Říma, nýbrž spíše prostřednictvím rozsáhlého byrokratického aparátu, jakým dříve disponovali králové ptolemaiovského Egypta. Při vzrůstajícím opomíjení senátorů se při řízení státu musel stále více spoléhat na jezdecký stav, jehož členy učinil vůči sobě poddajnými sesazováním odpůrců a podporou jemu nakloněných jedinců.

#### Násilí a skandály
Stěžejním důvodem konspirací bylo jeho bezbřehé uplatňování teroru, zvláště proti senátorům. Císařovi je připisováno motto oderint, dum metuant („ať mne nenávidí, jen když se mne bojí“), převzaté z jedné tragédie od Lucia Accia. V tomto přístupu se odráží politický styl autokratické vlády, jež potírá jakýkoli odpor silou namísto hledání či dosahování konsenzu snižujícího riziko vražedného útoku proti osobě císaře. Ve stejném duchu se Caligula při jedné příležitosti vyslovil i o prostých masách: „Kéž by měl lid římský jen jedinou šíji! [..., již bych mohl jednou ranou srazit.]“
Doslovně uváděné výroky v antické literatuře jsou ovšem z hlediska své věrohodnosti sporné, neboť často měly sloužit hlavně k vystižení charakteru vybrané osobnosti. Popravy senátorů jsou takřka bezvýhradně vykreslovány jako projevy císařovy zvůle, vysvětlované jeho sadistickými choutkami nebo jako reakce na malicherné přečiny. Stejně je vnímáno kruté usmrcování užívané především v prostředí císařského dvora, jímž císař cynicky předváděl svoji bezmeznou volnost rozhodování.

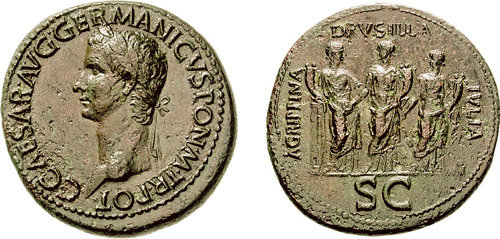
Sestercius znázorňující Caligulu a jeho tři sestry, s nimiž se měl údajně dopustit incestu

Spolehlivost některých sdělení týkajících se Caliguly je badateli zpochybňována, jelikož nápadně podobné zprávy se vyskytují rovněž v hodnocení jiných negativně posuzovaných antických postav i neřímského původu. Jedná se o různé nepodložené zvěsti, fiktivní tvrzení a odkazování na chování typologicky srovnatelných osobností. Jen velmi obtížně lze s jistotou určit, jaké informace spadají do této kategorie, z čehož konkrétně v případě Caliguly vyvstávají značné historické problémy. Dochované prameny uvádějí bohaté příklady jeho surovosti a šílenství, avšak jejich autentičnost je diskutabilní.
Caligulovi současníci Filón z Alexandrie a Seneca ho vystihují jako pomateného člověka pohlceného zlostí, podléhajícího své nevypočitatelnosti a rozmarům a promarňujícího příliš mnoho času utrácením a tělesnými požitky. Vedle toho ho obviňují z udržování milostných styků s ženami jiných mužů, z nichž si pak kvůli tomu činil posměch, ze zabíjení pro obveselení a z úmyslného plýtvání peněz na stavbu mostu, majícím za následek hlad. Suetonius a Cassius Dio později doplnili tyto příběhy dalšími doklady jeho šílenosti. Caligula měl udržovat incestní vztah se všemi svými sestrami, z nichž největší náklonnost pociťoval k Drusille. Svým přátelům a oblíbencům údajně dovolil, aby spali s Agrippinou a Julií Livillou. Oba tito historikové se zmiňují o nesmyslných vojenských cvičeních, jimž podrobil své muže. Rovněž je udáváno, že v císařském paláci zřídil nevěstinec, aby rozmnožil zdroje státních příjmů.
Svému koni Incitatovi měl postavit stáj z mramoru a obdarovat ho domem s nábytkem a otroky. Dokonce prý pojal úmysl ustavit ho do úřadu konzula.

#### Zahraniční politika

##### Vojenské akce
Caligula podstoupil pouze nepatrné vojenské akce, jejichž průběh zůstává převážně nejasný. Na podzim 39 přešel s vojskem Alpy, aby po vzoru svých předků pokračoval v doposud nezavršených výbojích v Germánii. Po několika měsících strávených ve městě Lugdunum (nynější Lyon), během nichž se císař věnoval převážně hazardním hrám a popravám bohatých Galů, se vypravil k Rýnu. Suetonius píše, že překročil tuto řeku, avšak nesvedl s Germány jediné střetnutí.
V roce 40 se rozhodl podstoupit tažení v Británii, jež podle podání stejného autora probíhalo krajně podivně. Caligula prý nařídil svým vojákům rozestavit se na břehu Lamanšského průlivu do bitevní formace a posléze jim přikázal sbírat mořské mušle, mající symbolizovat exotickou válečnou kořist. Vzhledem k nedostatku zdrojů popisujících, co se vlastně přihodilo, je tato událost předmětem diskusí. Caligula dosáhl pouze formální kapitulace Adminia, vypuzeného syna náčelníka Catuvellů, který uprchl k Římanům. Poté začal s přípravami triumfu, jehož se kromě několika málo pochytaných barbarů měli účastnit najatí galští zápasníci, jimž byly nabarveny vlasy na červeno, aby svým vzezřením připomínali zajaté Germány. Císař ale nakonec chystaný triumf odložil a svůj vstup do Říma oslavil jenom ovací (ovatio). Mince vyražené za Caliguly zdůrazňují jeho vojenskou velikost, tím ovšem příkře odporují literárnímu vylíčení jeho válečných akcí.

##### Zahraničně politická situace
Zahraničně-politická situace říše se i přes císařovy vojenské výpravy vyvíjela poměrně uspokojivě. V roce 37 ustavil Caligula svého blízkého přítele Heroda Agrippu I., vychovaného na císařském dvoře, tetrarchou území Batanaea a Trachonitis. O dva roky později obvinil Agrippa svého strýce Heroda Antipa, tetrarchu Galileje a Pereje, z připravování povstání proti Římanům, v čemž měl obdržet podporu parthského krále. Antipova doména byla nato odevzdána Agrippovi a sám tetrarcha se musel odebrat do vyhnanství. V roce 40 dal Caligula za nepříliš jasné situace zavraždit mauretánského krále Ptolemaia, jehož předtím pozval do Říma. Prameny uvádějí jako důvod Caligulovu nelibost vyvolanou královým působivým vystoupením v divadle. Nelze vyloučit ani politické motivy této vraždy, neboť Mauretánie byla záhy připojena k impériu a rozdělena do dvou provincií. Následně vzniklé povstání bylo potlačeno teprve za Claudia. Cassius Dio popsal podrobnosti záboru Mauretánie v jedné kapitole svého díla, jež se nedochovala.

#### Caligula bohem

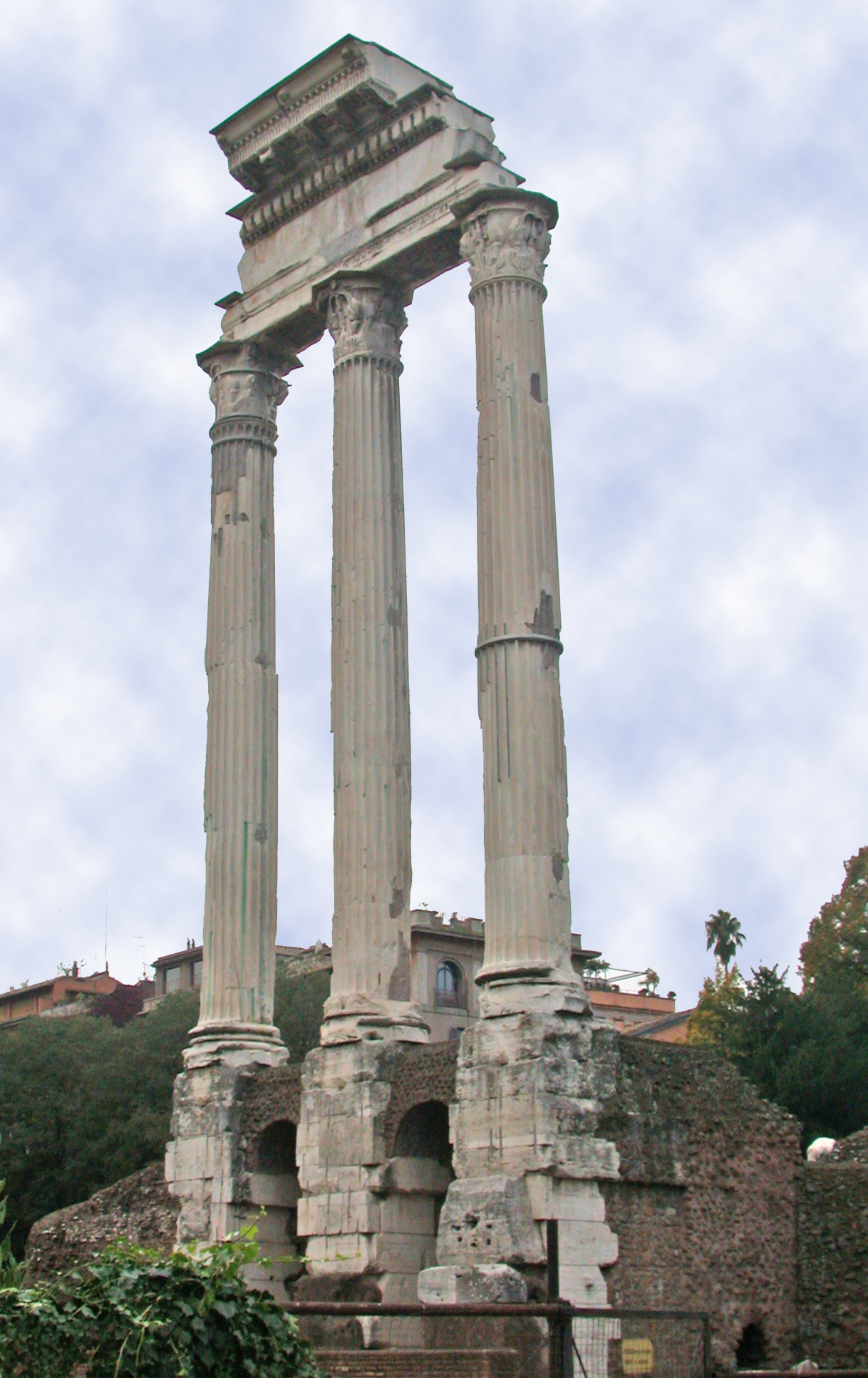
Ruiny chrámu Castora a Polluka na Foru Romanu

V roce 40 se významným a vysoce kontroverzním prvkem Caligulovy prezentace stalo náboženství. Jeho politika v tomto směru představovala zásadní odklon od toho, co prosazovali jeho předchůdci. Císař se na veřejnosti začal ukazovat oděn do šatů různých polobohů a bohů, včetně Herkula, Bakcha, Merkura nebo Apollóna. Při tom se nevydával pouze za mužská, nýbrž rovněž za ženská božstva. Údajně se o sobě vyjadřoval jako o bohovi i při setkání se senátory a v některých veřejných dokumentech byl příležitostně označován za Jova. Ve městě Mílétos v provincii Asii byl vyhrazen posvátný okrsek ke konání obětí ve jménu císaře a také v Římě byly vztyčeny dva chrámy, v nichž byl uctíván. Chrám Castora a Polluka na Foru byl přímo spojen s císařským palácem na Palatinu a zasvěcen Caligulovi. Hlavy soch několika bohů v rozličných svatyních byly odstraněny a nahrazeny podobiznami císaře nebo jeho příbuzných.
Podle Cassia Diona bylo běžné, že se žijícím císařům dostávalo na Východě božských poct, jež jim byly v Římě vyhrazeny až pro dobu po jejich smrti. Augustus, zakladatel císařského kultu, měl výjimečně svolit k tomu, aby byl veřejně uctíván, ačkoli Dio toto považuje za krajně neobvyklé jednání vybočující z císařova přirozeného vystupování. Nicméně Caligula se v této záležitosti odvážil pokročit ještě dále a nechal si prokazovat úctu jako živoucí ztělesnění bohů. V někdejší západní části říše nebyly ovšem objeveny žádné doklady ve formě nápisů nebo mincí jednoznačně dosvědčující toto tvrzení.

#### Židé
Třebaže o dopadu Caligulovy politiky na chod provincií a o jejím vnímání tamním obyvatelstvem se nezachovaly příliš podrobné údaje, existují poměrně obšírné zprávy, vycházející převážně z líčení Flavia Iosepha a Filóna z Alexandrije, o jeho zásazích v centrech židovské víry. Císař se musel vypořádávat s trvajícím neklidem a bouřemi postihujícími východní provincie. Zdrojem rozbrojů bylo především komplikované střetávání řecké a židovské kultury plynoucí z neslučitelnosti židovského monoteismu s Caligulou vynucovaným helénistickým pojetím uctívaní vladaře. Caligula tudíž do určité míry přispěl k vyhrocení poměrů v Orientu a k pozdějšímu dramatickému vývoji, vedoucímu ke zničení jeruzalémského Chrámu.
V Alexandrii docházelo k pravidelným výbuchům násilí mezi zde žijícími helenizovanými Egypťany a Řeky na jedné straně a početnou židovskou menšinou na druhé straně. Tehdejší prefekt Egypta Aulus Avilius Flaccus nepožíval Caligulovy důvěry, jelikož byl loajálním stoupencem Tiberia a kdysi osnoval úklady císařově matce. V roce 38 vyslal Caligula Heroda Agrippu na neohlášenou cestu do Alexandrie, kde měl kontrolovat Flaccovu činnost. Podle Filóna však Agrippova přítomnost dráždila zdejší řecké obyvatelstvo, spatřující v něm židovského krále, kvůli čemuž došlo k lokálnímu pronásledování Židů. Flaccus se poté pokusil udobřit si místní Řeky, a hlavně Caligulu, když nařídil umístit císařovy sochy do synagog. Brzy znovu propukly výtržnosti, na něž Caligula zareagoval Flaccovým odvoláním a popravou.
Nové nepokoje svírající Alexandrii v roce 40 zavdaly podnět k vyslání poselstva do Říma, jehož se účastnil i Filón. Dříve, než mohla delegace složená z Řeků a Židů předstoupit před císaře, dorazila do hlavního města zvěst o násilnostech ve městě Jamnia v Judeji, v němž rozzuření Židé zničili nedávno vztyčený oltář. Císař v reakci na to nařídil přeměnit židovský Chrám ve středisko císařského kultu. Caligulovo úsilí prosadit toto rozhodnutí třeba i násilím vyvolalo rozbroje v Antiochii, správním sídle provincie Sýrie, jejíž místodržitel Publius Petronius byl pověřen zhotovením a vystavením císařovy sochy v Chrámu. Nicméně v tom mu bránily masy vzbouřených Židů. Caligula byl nakonec nejspíše přesvědčen Agrippou, aby upustil od svého rozkazu, jehož uskutečnění mohla případně zhatit také císařova smrt, přijímaná židovským obyvatelstvem v celé říši s neskrývaným uspokojením.

### Vražda a další vývoj
Od okamžiku svého návratu do Říma byl Caligula posedlý hrůzou z možného komplotu, což přispělo k vystupňování jeho již tak nelidského chování. Zejména Seneca poskytuje popis jeho surovosti namířené proti senátorům, kteří byli jako domnělí spiklenci bičováni k smrti, mučeni ohněm či setnuti. Někteří z nich byli donuceni ještě před svou popravou přihlížet smrti vlastních synů. Jak narůstala císařova brutalita, zvětšoval se zástup lidí odhodlaných proti němu zakročit. Caligulovi se sice podařilo jisté jedince zapojené do spiknutí dopadnout, ale klíčové postavy unikly jeho pozornosti. Kritický moment nastal, jakmile se na stranu konspirátorů připojil propuštěnec Callistus, jemuž Josephus i Tacitus přisuzují významný podíl na Caligulově usmrcení. Samotné provedení vraždy bylo naplánováno třemi důstojníky pretoriánské gardy, z nichž klíčová role připadla Cassiu Chaereovi. O jejich záměru byla zpravena nebo se na něm nepřímo podílela řada senátorů, vojáků a jezdců.
Josephus připisoval Chaereovu činu politické motivy, avšak Suetonius předpokládal, že Chaerea zavraždil Caligulu pro neustálé posměšky, jež musel ze strany císaře snášet. Ten totiž považoval Chaereu pro jeho slabý hlas za zženštilého a vyčítal mu špatné plnění povinností výběrčího daní. Údajně ho také urážel, když ho při udělování denního hesla zahrnoval výrazy jako „Venuše“ nebo „Priapos“.
24. ledna 41 Chaerea a jiní pretoriáni během právě probíhajících dramatických vystoupení konaných k poctě božského Augusta přistoupili ke Caligulovi, zatímco se vybavoval s jedinci účinkujícími v soutěžích. Podrobnosti dalšího dění se v různých pramenech liší, všechny se ale shodují, že Chaerea zasadil Caligulovi první ránu, načež se přidali i ostatní spiklenci. Suetonius si všímá zjevné podobnosti smrti Caliguly a vraždy Julia Caesara. Podzemní průchod, v němž se tato událost odehrála, byl objeven pod císařským palácem na Palatinu. Záhy byla zabita Caligulova manželka Caesonia společně s jejich malou dcerkou Julií Drusillou, jíž byla rozražena hlava o zeď. Poté, co příslušníci Caligulovy germánské tělesné stráže seznali, že císař byl napaden a podlehl útoku, zachvátila je zuřivost. Rozběsnění Germáni následně zareagovali zabitím některých z konspirátorů, několika senátorů a nevinných okolo přihlížejících.
Senát hodlal využít Caligulova zavraždění jako příležitosti k obnovení republiky a k zatracení všech císařů, v čemž se mu dostávalo podpory i od Chaerey a jiných vojáků. Část zarmouceného římského lidu, postrádajícího nadšení pro opětovné nastolení republikánského systému, se shromáždila a hněvivě se dožadovala vyzrazení identity Caligulových vrahů. Většina pretoriánské gardy neochvějně setrvala ve své oddanosti julsko-klaudijskému rodu. Přesvědčeni o tom, že principát je třeba udržet, dopravili pretoriáni Caligulova strýce Claudia do svého tábora. Jakmile si Claudius pojistil penězi loajalitu pretoriánské gardy a nařídil popravu Chaerey a dalších známých spiklenců, stal se navzdory váhajícím senátorům novým císařem. Posléze sice svolil, aby byly strženy všechny sochy jeho předchůdce, nicméně nepřipustil uvalení damnatio memoriae požadované senátem. Caligulovy ostatky byly nejprve spěšně pohřbeny a až po návratu jeho sester byly vyzvednuty, spáleny a uloženy v Augustově mauzoleu.

## Hodnocení

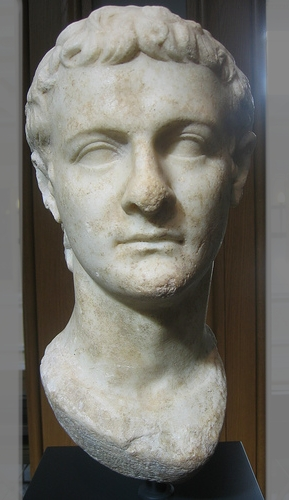
Caligulova busta vystavená v muzeu Getty Villa v Kalifornii

Na Caligulovu osobnost měly nepochybně silně negativní vliv dramatické momenty jeho života před nástupem na trůn. Náhlá smrt otce, vypuzení matky, strašlivá smrt bratrů a permanentní ohrožení ze strany Tiberia poznamenalo celý jeho vývoj a přispělo k jeho rozkolísané a pesimistické povaze. Caligulovo chování se vyznačovalo náladovostí a nepředvídatelností. Zjevně oplýval intelektuálními zájmy, o čemž vypovídají jeho znamenité rétorické schopnosti. Věnoval se také psaní poezie, mluvil plynně řecky a měl hluboké znalosti o literatuře. Mnohé z příhod o Caligulovi se týkají jeho vlastního pochmurného smyslu pro humor a záliby v často krutých žertech a sarkasmu. S postupem času se stával stále více izolovaným, jelikož jeho nejbližší přátelé a příbuzní padali za oběť vyzrazeným komplotům. Po odstranění Macrona se obklopil okruhem různých ohavných individuí, jimž přenechával řízení státu. I přes svůj nedostatek zaujetí pro oblast státních záležitostí však dokázal důležité funkce prozíravě svěřovat zdatným jedincům.
Pro porozumění Caligulovi je nezbytné i bližší zkoumání tehdejších společenských, a zvláště politických poměrů. Přestože Augustus položil základy nové formy vlády ve spolupráci s římským senátem, členové této starodávné a vážené instituce se brzy změnili v bezectné oportunisty a servilní patolízaly. Senátoři vděčili za své postavení císaři, a dokonce i ti, kteří se vzpírali moci principů, postrádali odvahu usilovat o její odstranění. Caligulovo pochopení podlézavé podstaty senátu určilo ráz jeho vlády po sesazení Macrona. Jeho neskrývané opovržení vůči senátorům a vůdčím magistrátům nejlépe vystihuje jeho výhrůžka, že učiní svého koně konzulem. Hrůzně vyznívající líčení poprav zřejmě není příliš nadnesené, protože Caligula chtěl nejspíše předejít možným spiknutím zlikvidováním několika a zastrašením ostatních. Výjimečně byl ovšem schopen se zachovat překvapivě velkomyslně. Po Caligulově smrti byli senátoři nuceni čelit rozpačitému zjištění, že většina z nich přestála čtyři roky jeho vlády bez jakékoli vážnější újmy. Až na pár čestných jedinců navíc velká část senátorů obvykle velebila i Caligulova nejodpornější rozhodnutí.
Strohost Tiberiovy vlády, legendární jméno Germanika a pokrevní příbuzenství s Augustem učinily Caligulu jediným možným pretendentem trůnu. Jiní potenciální kandidáti zahynuli nebo byli zabiti, takže Tiberius neměl při řešení otázky nástupnictví prakticky na výběr. Přesto Caligulu ani Gemella neobdařil patřičnou průpravou k zastávání role ve veřejném životě. Potvrzením volby pretoriánské gardy předali senátoři moc někomu, kdo se na první pohled zdál být poddajným mladíkem, nicméně ve srovnání s Augustem a Tiberiem postrádal ochotu respektovat dosavadní pečlivě udržovanou rovnováhu mezi císařem a senátem. Jestliže Římanům bylo zapotřebí zralého státníka, jenž by mohl projevit smířlivost k Tiberiovu odkazu, a zároveň by povolil senátu účast na správě říše, nový císař, vystavený vlivu bezohledných propuštěnců, vládl pomocí násilí. Absolutní moc náležející císařům tedy nemohla být potlačena fikcí o sdílení vlády senátem a principem. Caligula se tak stal prvním zvěstovatelem postupně se utužující autokracie.

## Historiografie
Dějiny Caligulova panování představují mimořádně obtížný předmět bádání, neboť přímo z této doby se dochovala pouze díla zpracovaná jeho současníky Filónem z Alexandrie a Senekou. Filónovy spisy Pronásledování Židů a poselství do Říma a Pronásledování Židů v Alexandrii za Flacca poskytují relativně podrobný popis určitých fází Caligulovy vlády, avšak soustředí se převážně na skutečnosti spjaté s židovskou populací v Judeji a v Egyptě. Senekova tvorba obsahuje řadu příhod charakterizujících Caligulovu osobnost. Jejich objektivita je ale zpochybňována kvůli konfliktům mezi ním a císařem, jenž ušetřil filozofův život jen proto, že očekával jeho brzkou přirozenou smrt.
Ostatní soudobá díla detailně zachycující Caligulovu éru byla kompletně ztracena. Navíc historikové, jež je vyhotovili, si počínali značně zaujatě, přičemž Caligulu buď nadměrně vychvalovali, nebo přehnaně zatracovali. Každopádně tyto ztracené primární prameny společně s pracemi Seneky a Filóna posloužily jako materiál, z něhož vycházely mladší generace dějepisců píšících o Caligulovi. Jen málo autorů působících za Caliguly je známo jménem. Líčením jeho vládnutí se zabývali historikové Fabius Rusticus a Cluvius Rufus, jejichž spisy se nezachovaly. Senekův přítel Fabius Rusticus proslul svým elegantním stylem psaní, stejně jako svými tendencemi ke zkreslování historických skutečností. Cluvius Rufus byl mocným senátorem, zapleteným do Caligulova zavraždění. Císařova sestra Agrippina mladší sepsala autobiografii, nepochybně zahrnující i zevrubný výklad vlády jejího sourozence. Nutno zdůraznit, že Agrippina byla Caligulou poslána do vyhnanství pro její účast na spiknutí Marka Lepida. Politik a básník Gaetulicus vytvořil velký počet veršů pochlebujících císařovi.
Většina toho, co je dnes o Caligulovi známo, pochází z per Suetonia a Cassia Diona, jejichž nestrannost je vzhledem k jejich aristokratické příslušnosti sporná. Suetonius zaznamenal své poznatky asi osmdesát let po Caligulově smrti, zatímco Cassius Dio tak učinil téměř po dvou stech letech. Suetonius znázorňuje Caligulu vyváženě pouze v první třetině životopisu, jehož zbylá část pojednává výhradně o císařových zločinech a hanebnostech. Biografie dále nese zřetelné rysy ideologie adoptivních císařů, kteří se snažili distancovat od zástupců julsko-klaudijské dynastie vyjma Augusta.
Mnoho dalších literárních materiálů doplňuje omezené množství informací o tomto císaři. Flavius Josephus vyčerpávajícím způsobem popisuje okolnosti Caligulova usmrcení. Tacitus, pravděpodobně nejobjektivnější z antických dějepisců, podává jisté údaje o Caligulově životě v částech svého díla vyhrazených Tiberiovi. Kromě toho psal o průběhu jeho principátu, nicméně tento díl jeho Letopisů je ztracen. Také v Naturalis historii od Plinia staršího se vyskytují stručné odkazy vztahující se ke Caligulovi.
Žádný z dochovaných pramenů líčících čtyři roky Caligulova panování nezobrazuje tohoto císaře v příznivém světle. Někteří současní historikové doslovně přebírají všechny závěry antických autorů, včetně každého uváděného zločinu. Naproti tomu jiní zkouší vykládat jejich tvrzení ve prospěch Caliguly. Jelikož obě tyto tendence se jeví jako přehnané, musí být posuzování Caliguly činěno na základě opatrného a vyváženého přihlížení k údajům poskytovaným antickými prameny. Jejich skromný počet a neúplnost vytvářejí znatelné trhliny v našich poznatcích o Caligulově vládě, zvláště o jejích prvních dvou letech. Taktéž disponujeme jen nepatrnými detaily o některých pozdějších důležitých událostech, jako bylo podrobení Mauretánie, Caligulova výprava do Británie či jeho rozepře s římským senátem.

## Zdraví
Kromě Plinia staršího byl všemi ostatními antickými dějepisci svorně a často označován za šíleného. Je ale sporné, jestli byl tento výraz užíván v nynějším psychopatologickém pojetí. S přihlédnutím ke zřejmé k jeho nepopulárnosti u autorů všech zachovaných spisů je obtížné rozlišit skutečnost od výmyslů. Moderní historikové jsou rozpolcení ohledně pokusů připisovat jeho chování jakékoli zdravotní příčiny, třebaže nevylučují, že mohl trpět encefalitidou, epilepsií nebo meningitidou. Vysloveny byly i hypotézy o eventuální Caligulově schizofrenii. Jistí badatelé přišli rovněž s teorií o jeho manických sklonech, k níž dospěli s přihlédnutím k jeho hyperaktivitě. Otázka, zda byl skutečně šílený, přesto zůstává nezodpovězena.
Nejspíše nejautentičtější svědectví Filóna z Alexandrie naznačuje tomu, že císař vystupoval sice velmi arogantně a cynicky, ovšem nikoli pomateně. Navzdory tomu i tento autor nachází určité důkazy jeho duševní choroby a udává, že se stal zcela nemilosrdným po prodělání nemoci, kdy se ocitl na prahu smrti. Seneca předkládá obraz krutého mučení a poprav iniciovaných císařem, majícím sadistické tendence. Navíc definuje své vnímání pojmu šílenství jako degeneraci tyrana, aniž by při tom jmenovitě zmínil Caligulu. Flavius Josephus používá termínu šílenství k vystižení jeho povahy opakovaně, avšak nelze přesně rozlišit, zda tím skutečně poukazuje na psychické narušení, anebo jestli tím pouze pejorativně označuje císařovu zlovůli. Podle něho nabytí moci ho učinilo nadmíru domýšlivým, načež dospěl k přesvědčení, že je bohem.
Suetonius uvádí, že v mládí Caligulu trápila epilepsie (padoucnice). Někteří dnešní historikové tudíž vystupují s teorií jeho každodenní obavy ze záchvatu, kvůli níž se měl vyhýbat plavání. Epileptici jsou obvykle vyzývání k tomu, aby se vyvarovali této sportovní činnosti, neboť odrazy hladiny mohou vyvolat jejich chorobu. Caligula měl navíc promlouvat k úplňku, přičemž Měsíc byl dlouho spojován s epilepsií. Jiní současní vědci soudí, že strádal hypertyreózou. Tato diagnóza je vysvětlována jeho přehnanou vznětlivostí a strnulým pohledem, o čemž referuje Plinius starší.

## Fikce a populární kultura

### Caligula v literatuře
Antickými prameny zprostředkované vyobrazení nelítostného tyrana, případně šíleného císaře bylo převzato v četných vědeckých, populárních, beletristických a filmových ztvárněních Caliguly. Koncem 19. století zveřejnil Ludwig Quidde esej nazvanou Kaligula: studium císařského šílenství, v níž císaře pojímá jako duševně nemocného megalomana. V historickém románu Já, Claudius od Roberta Gravese je Caligula ukazován jako vraždící sociopat, jenž v samém počátku své vlády propadl šílenství. Ve věku pouhých sedmi let měl dohnat svého otce Germanika k zoufalství a smrti. V narážce na totalitní režimy tehdejší doby vytvořil teprve pětadvacetiletý Albert Camus v roce 1938 drama Caligula. Historicky vychází z okamžiku Drusillina skonu a s tím spojené císařovy osobní krize, v rámci níž Caligula nahlíží absurdnost života, a vyjadřuje tak filozofickou koncepci existencialismu. V roce 1963 byl vydán román Po nás potopa od Josefa Tomana, jehož příběh se odehrává na pozadí smrti císaře Tiberia a uchopení moci Caligulou. O konci jeho života pojednává i kniha Alfreda Schirokauera Hříšná Messalina z roku 1910.

### Caligula ve filmu
V 50. letech 20. století ztělesnil herec Jay Robinson Caligulu v epickém filmu Roucho a v jeho volném pokračování Demetrius a gladiátoři. Postava tohoto císaře byla představována řadou dalších herců, jako byl John Hurt v televizním seriálu Já, Claudius inspirovaném Gravesovým stejnojmenným románem, John McEnery v minisérii A.D., Szabolcs Hajdu ve filmu Caligula z roku 1996 a John Simm v minisérii Imperium Nerone.
V roce 1979 zrežíroval Tinto Brass celovečerní film Caligula, v němž hlavní role připadla Malcolmu McDowellovi. Tento snímek vyvolal kontroverze mimořádně otevřeným zpodobněním násilí a sexu.

### Caligula v hudbě
Velšský hudebník a skladatel John Cale složil skladbu „Caligula“ inspirovanou tímto císařem jako součást cyklu k příležitosti stého výročí Vánočního příměří (2014). Písně s názvem inspirovaným Caligulou mají skupiny Ex Deo, The Dickies, Sodom, City Morgue a také rapper Ghostemane. Kapela The Smiths použila jeho jméno v textu písně „Heaven Knows I'm Miserable Now“. O Caligulovi se v jedné ze svých písní zmínila česká hard-rocková kapela Traktor a český rapper Řezník.

### Primární
- Cassius Dio. Roman History. Book LIX (anglicky)
- Josephus. Antiquities of the Jews. Books XVIII–XIX (anglicky)
- Suetonius. The Lives of Twelve Caesars. Life of Caligula (anglicky)
- Tacitus. Annals. Book VI (anglicky)

### Sekundární
- Caligula (antika.avonet.cz) Archivováno 18. 2. 2009 na Wayback Machine.
- Caligula : The First Autocrat (anglicky)
- Caligula (De Imperatoribus Romanis) (anglicky)
- Was the Roman emperor Caligula crazy? Archivováno 30. 4. 2007 na Wayback Machine. (anglicky)

| Předchůdce: Tiberius | Znak z doby nástupu | Římský císař 37–41 | Znak z doby konce vlády | Nástupce: Claudius |